# Bayou La Batre, Alabama
Bayou La Batre là một thành phố thuộc quận Mobile, tiểu bang Alabama, Hoa Kỳ. Dân số năm 2009 là 3163 người, mật độ đạt 163 người/km².